# Larry Drew II
Larry Donelle Drew II (ur. 5 marca 1990 w Encino) – amerykański koszykarz, występujący na pozycji rozgrywającego, obecnie zawodnik Changwon LG Sakers. 
W 2008 wystąpił w meczu gwiazd amerykańskich szkół średnich – McDonald’s All-American. Został uznany za najlepszego zawodnika stanu Kalifornia (John R. Wooden California High School POY) oraz zaliczony do III składu Parade All-American.
Jego ojciec Larry Senior występował w NBA przez 11 lat (Pistons, Kansas City / Sacramento Kings, Clippers, Lakers), docierając do finałów w 1991. Następnie został trenerem, obecnie jest asystentem trenera w Cleveland Cavaliers.
6 sierpnia 2018 został zawodnikiem południowokoreańskiego Changwon LG Sakers.

## Osiągnięcia
Stan na 20 marca 2018, na podstawie, o ile nie zaznaczono inaczej.
NCAA
- Mistrz NCAA (2009)
- Uczestnik:
  - rozgrywek Elite Eight turnieju NCAA (2009, 2011)
  - turnieju:
    - NCAA (2009, 2011, 2013)
    - Portsmouth Invitational (2013)

  - meczu gwiazd NCAA – Reese's College All-Star Game (2013)
- Mistrz sezonu regularnego:
  - konferencji  Atlantic Coast (2009, 2011)
  - Pac-12 (2013)
- Zaliczony do:
  - I składu:
    - All-Pac-12 (2013)
    - turnieju Pac-12 (2013)

Drużynowe
- Mistrz D-League (2016)

Indywidualne
- Zaliczony do II składu letniej ligi NBA (2015)
- Uczestnik meczu gwiazd D-League (2018)
- Lider D-League w asystach (2015)
- Zawodnik tygodnia D-League (29.12.2014)

Reprezentacja
- Mistrz Ameryki (2017)
- Uczestnik kwalifikacji do mistrzostw świata (2017)